# Весковато (Франция)
Весковато (фр. Vescovato, корс. U Vescuvatu) — коммуна во Франции, находится в регионе Корсика. Департамент коммуны — Верхняя Корсика. Административный центр кантона Казинка-Фумальто. Округ коммуны — Бастия.
Код INSEE коммуны — 2B346.

## Население
Население коммуны на 2008 год составляло 2336 человек.
| 1962 | 1968 | 1975 | 1982 | 1990 | 1999 | 2008 |
| ---- | ---- | ---- | ---- | ---- | ---- | ---- |
| 1056 | 1509 | 2040 | 2129 | 2329 | 2316 | 2336 |

## Экономика
В 2007 году среди 1540 человек в трудоспособном возрасте (15—64 лет) 943 были экономически активными, 597 — неактивными (показатель активности — 61,2 %, в 1999 году было 57,7 %). Из 943 активных работали 800 человек (527 мужчин и 273 женщины), безработных было 143 (65 мужчин и 78 женщин). Среди 597 неактивных 136 человек были учащимися или студентами, 116 — пенсионерами, 345 были неактивными по другим причинам.